# Singoli al numero uno nella Billboard Hot 100 nel 2018
Di seguito è proposta la lista dei singoli al numero uno nella Billboard Hot 100 nel 2018.

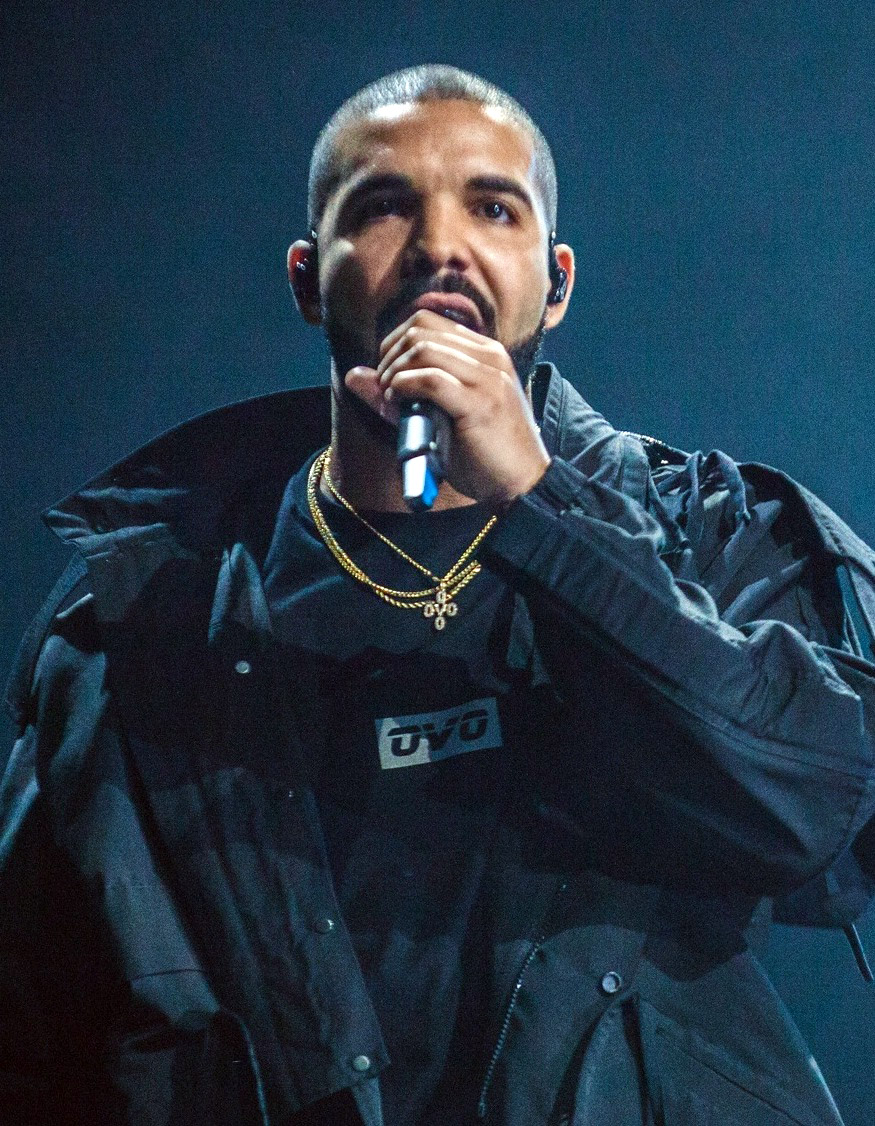
Drake ha ottenuto tre numero uno con God's Plan, Nice for What e In My Feelings. Ha battuto il record per il maggior numero di settimane alla uno per un solista, con 29. God's Plan è stata la più longeva numero uno del 2018 e ha raggiunto la vetta anche della Billboard Year-End Hot 100 del 2018.

La Billboard Hot 100 è una classifica dei singoli più venduti negli Stati Uniti d'America redatta dal magazine Billboard e stilata sulla base dei dati di vendita calcolati non solo sugli album venduti "fisicamente", ma anche sulle vendite digitali, sui passaggi in radio, sui numeri di streaming e dalle visualizzazioni settimanali dei video su YouTube. A partire dal 2018, le piattaforme streaming che includono anche le inserzioni pubblicitarie, come YouTube, hanno un peso inferiore rispetto ai servizi in abbonamento delle piattaforme di streaming musicale come Spotify o Apple Music.
Nel 2018 sono state undici le canzoni ad aver raggiunto la vetta della classifica statunitense, alle quali si aggiunge Perfect del cantante inglese Ed Sheeran (sia nella versione da solista sia nella versione Perfect Duet con Beyoncé) che aveva però raggiunto la prima posizione a fine 2017. Di queste undici numero uno, quattro sono state collaborazioni tra più artisti.

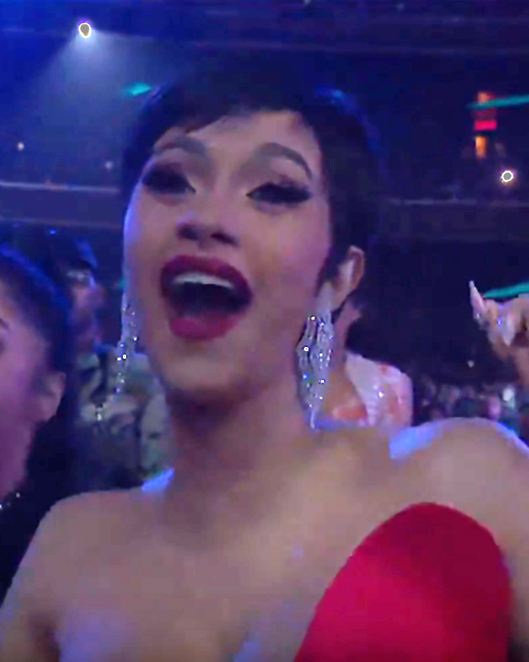
Cardi B ha ottenuto la seconda e terza numero uno della carriera con I Like It e Girls like You, diventando la prima rapper donna ad avere più di un singolo in prima posizione nella Hot 100.

Tredici sono stati gli artisti ad occupare la prima posizione della classifica durante il 2018, nove dei quali — Camila Cabello, Young Thug, Childish Gambino, Ty Dolla Sign, XXXTentacion, Bad Bunny, J Balvin, Ariana Grande e Travis Scott — hanno ottenuto la loro prima numero uno della carriera.
Havana, della cantante Camilla Cabello in collaborazione con Young Thug, ha raggiunto la vetta alla sua 23ª settimana in classifica, eguagliando il record per l'ascesa alla numero uno più lenta per un'artista donna, condividendolo con Cheap Thrills (2016) di Sia e con Baby, Come to Me (1982) di Patti Austin. Inoltre, la Cabello è diventata la terza artista, dopo Britney Spears nel 1999 e Beyoncé nel 2003, ad avere contemporaneamente un singolo e un album in vetta alla Hot 100 e alla Billboard 200 durante la loro prima settimana di permanenza alla numero uno.
God's Plan, del rapper canadese Drake, è stata la 29° canzone a debuttare direttamente alla numero uno nella storia della Hot 100 nonché la prima per l'artista. Rimanendo in vetta per 11 settimane consecutive, e ottenendo più di 100 milioni di streaming nelle prime cinque settimane, è stato il singolo di maggior successo dell'anno (chiudendo alla numero uno della classifica di fine anno Billboard Year-End Hot 100), quello con la maggior permanenza alla prima posizione e il primo singolo a rimanere in cima alla classifica durante le sue prime undici settimane sin dal 1996 quando One Sweet Day, di Mariah Carey e i Boyz II Men, debuttò direttamente alla numero uno e rimase sul gradino più alto della classifica per 16 settimane di fila. In seguito, Drake si è auto-sostituito alla guida della Hot 100 con il singolo Nice for What, anch'esso entrato direttamente alla numero uno. Facendo ciò, Drake è diventato il tredicesimo artista a rimpiazzarsi al vertice della classifica con un suo altro singolo, e il primo in assoluto a farlo con due debutti direttamente alla posizione più alta della classifica. Inoltre, Nice for What è stato il primo singolo a ritornare in vetta in quattro tornate differenti, venendo poi definitivamente interrotto da In My Feelings, altro singolo dello stesso Drake. La canzone, rimasta in cima alla Hot 100 per dieci settimane, ha ottenuto il numero più alto di streaming nella seconda settimana con 116.2 milioni. Con 29 settimane totali spese alla numero uno, con tre singoli differenti, Drake ha ottenuto il record per il maggior numero di settimane per un artista in un anno solare in assoluto.

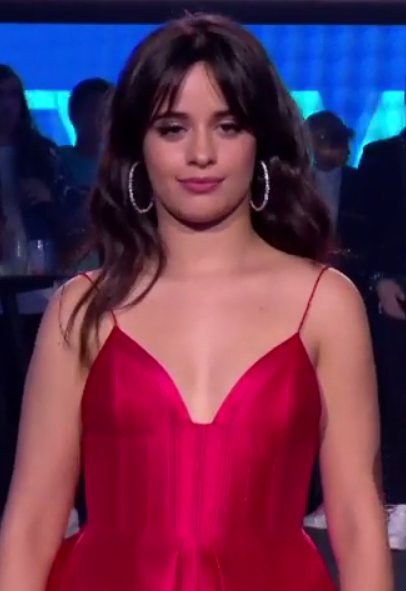
Havana diventa la prima canzone di Camila Cabello a raggiungere la vetta della Hot 100. La stessa settimana, il suo album di debutto Camila ha debuttato in cima alla Billboard 200.

Oltre a Drake, anche Childish Gambino e Ariana Grande hanno avuto un singolo che ha debuttato direttamente alla numero uno: rispettivamente, This Is America e Thank U, Next. Grazie a quest'ultima canzone, Ariana Grande è diventata la prima donna solista a raggiungere la vetta della Hot 100 sin da Bodak Yellow (2017) della rapper Cardi B e la prima artista donna a debuttare direttamente in vetta alla classifica sin dal 2015 quando Hello di Adele entrò direttamente alla prima posizione nel novembre 2015. Inoltre, nella sua quinta settimana, Thank U, Next ha battuto il record per il maggior numero di streaming ottenuto da una cantante donna (93.8 milioni).
Con quattro debutti alla numero uno, il 2018 ha eguagliato il 1995 per numero di canzoni che sono entrate direttamente in vetta alla Hot 100.
A seguito della morte del rapper XXXTentacion, avvenuta a giugno, il suo singolo Sad! è balzato direttamente dalla 52 alla 1, divenendo l'ottava canzone a raggiungere postuma la vetta della classifica, la prima dal 2008 quando Lollipop raggiunse la prima posizione dopo la morte di Static Major, che collaborò alla canzone, e la prima in assoluto come solista sin da Hypnotize di The Notorious B.I.G. del 1997.
Drake e Cardi B sono stati gli unici artisti ad avere più di una numero uno, rispettivamente tre e due.

## Hot 100

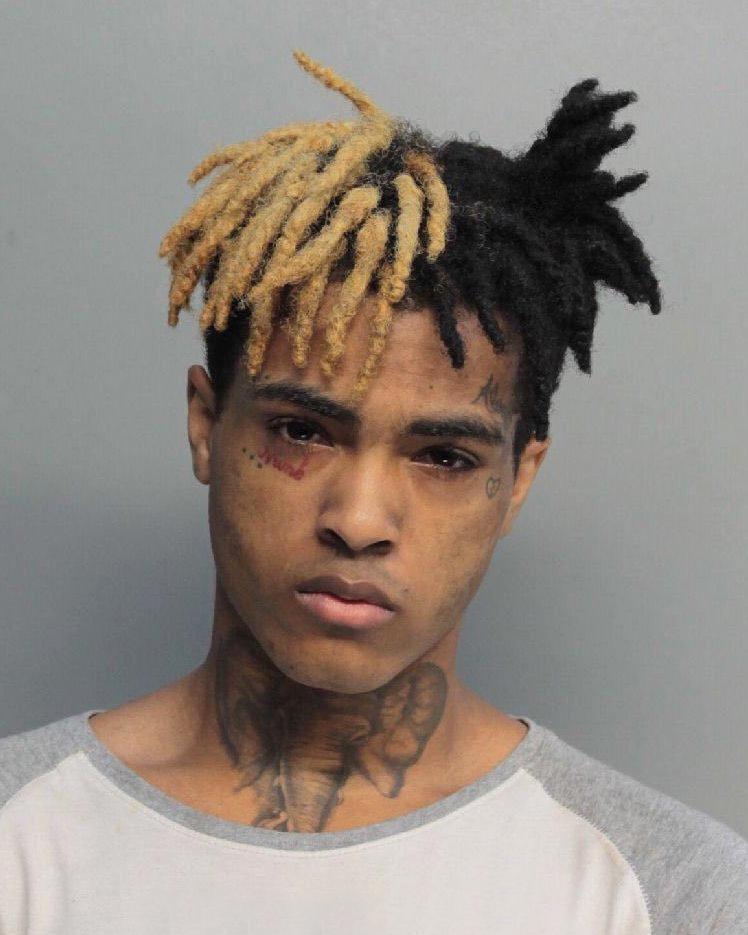
Grazie a Sad!, XXXTentacion è il primo artista a raggiungere postumo la prima posizione dal 1997, quando The Notorious B.I.G. aveva ottenuto due numero uno con Hypnotize e Mo Money Mo Problems dopo la sua morte.

| † | Indica la canzone con le migliori prestazioni del 2018 |

| Data         | Brano           | Artista                         | Totale settimane al numero 1 | Fonti  |
| ------------ | --------------- | ------------------------------- | ---------------------------- | ------ |
| 3 gennaio    | Perfect         | Ed Sheeran & Beyoncé            | 6                            | [ 3 ]  |
| 6 gennaio    | Perfect         | Ed Sheeran & Beyoncé            | 6                            | [ 4 ]  |
| 13 gennaio   | Perfect         | Ed Sheeran & Beyoncé            | 6                            | [ 5 ]  |
| 20 gennaio   | Perfect         | Ed Sheeran                      | 6                            | [ 6 ]  |
| 27 gennaio   | Havana          | Camila Cabello feat. Young Thug | 1                            | [ 7 ]  |
| 3 febbraio   | God's Plan †    | Drake                           | 11                           | [ 8 ]  |
| 10 febbraio  | God's Plan †    | Drake                           | 11                           | [ 9 ]  |
| 17 febbraio  | God's Plan †    | Drake                           | 11                           | [ 10 ] |
| 24 febbraio  | God's Plan †    | Drake                           | 11                           | [ 11 ] |
| 3 marzo      | God's Plan †    | Drake                           | 11                           | [ 12 ] |
| 10 marzo     | God's Plan †    | Drake                           | 11                           | [ 13 ] |
| 17 marzo     | God's Plan †    | Drake                           | 11                           | [ 14 ] |
| 24 marzo     | God's Plan †    | Drake                           | 11                           | [ 15 ] |
| 31 marzo     | God's Plan †    | Drake                           | 11                           | [ 16 ] |
| 7 aprile     | God's Plan †    | Drake                           | 11                           | [ 17 ] |
| 14 aprile    | God's Plan †    | Drake                           | 11                           | [ 18 ] |
| 21 aprile    | Nice for What   | Drake                           | 8                            | [ 19 ] |
| 28 aprile    | Nice for What   | Drake                           | 8                            | [ 20 ] |
| 5 maggio     | Nice for What   | Drake                           | 8                            | [ 21 ] |
| 12 maggio    | Nice for What   | Drake                           | 8                            | [ 22 ] |
| 19 maggio    | This Is America | Childish Gambino                | 2                            | [ 23 ] |
| 26 maggio    | This Is America | Childish Gambino                | 2                            | [ 24 ] |
| 2 giugno     | Nice for What   | Drake                           | 8                            | [ 25 ] |
| 9 giugno     | Nice for What   | Drake                           | 8                            | [ 26 ] |
| 16 giugno    | Psycho          | Post Malone feat. Ty Dolla $ign | 1                            | [ 27 ] |
| 23 giugno    | Nice for What   | Drake                           | 8                            | [ 28 ] |
| 30 giugno    | Sad!            | XXXTentacion                    | 1                            | [ 29 ] |
| 7 luglio     | I Like It       | Cardi B, Bad Bunny & J Balvin   | 1                            | [ 30 ] |
| 14 luglio    | Nice for What   | Drake                           | 8                            | [ 31 ] |
| 21 luglio    | In My Feelings  | Drake                           | 10                           | [ 32 ] |
| 28 luglio    | In My Feelings  | Drake                           | 10                           | [ 33 ] |
| 4 agosto     | In My Feelings  | Drake                           | 10                           | [ 34 ] |
| 11 agosto    | In My Feelings  | Drake                           | 10                           | [ 35 ] |
| 18 agosto    | In My Feelings  | Drake                           | 10                           | [ 36 ] |
| 25 agosto    | In My Feelings  | Drake                           | 10                           | [ 37 ] |
| 1 settembre  | In My Feelings  | Drake                           | 10                           | [ 38 ] |
| 8 settembre  | In My Feelings  | Drake                           | 10                           | [ 39 ] |
| 15 settembre | In My Feelings  | Drake                           | 10                           | [ 40 ] |
| 22 settembre | In My Feelings  | Drake                           | 10                           | [ 41 ] |
| 29 settembre | Girls like You  | Maroon 5 feat. Cardi B          | 7                            | [ 42 ] |
| 6 ottobre    | Girls like You  | Maroon 5 feat. Cardi B          | 7                            | [ 43 ] |
| 13 ottobre   | Girls like You  | Maroon 5 feat. Cardi B          | 7                            | [ 44 ] |
| 20 ottobre   | Girls like You  | Maroon 5 feat. Cardi B          | 7                            | [ 45 ] |
| 27 ottobre   | Girls like You  | Maroon 5 feat. Cardi B          | 7                            | [ 46 ] |
| 3 novembre   | Girls like You  | Maroon 5 feat. Cardi B          | 7                            | [ 47 ] |
| 10 novembre  | Girls like You  | Maroon 5 feat. Cardi B          | 7                            | [ 48 ] |
| 17 novembre  | Thank U, Next   | Ariana Grande                   | 7                            | [ 49 ] |
| 24 novembre  | Thank U, Next   | Ariana Grande                   | 7                            | [ 50 ] |
| 1 dicembre   | Thank U, Next   | Ariana Grande                   | 7                            | [ 51 ] |
| 8 dicembre   | Sicko Mode      | Travis Scott                    | 1                            | [ 52 ] |
| 15 dicembre  | Thank U, Next   | Ariana Grande                   | 7                            | [ 53 ] |
| 22 dicembre  | Thank U, Next   | Ariana Grande                   | 7                            | [ 54 ] |
| 29 dicembre  | Thank U, Next   | Ariana Grande                   | 7                            | [ 55 ] |

Note:
1. ↑  Il brano ha raggiunto il numero uno anche nel 2017.
2. ↑  A partire dal 20 gennaio, Ed Sheeran viene accreditato come unico performer della canzone.
3. 1 2  Il brano ha raggiunto il numero uno anche nel 2019.
4. ↑  Il brano conta anche la partecipazione del rapper Drake, accreditata su Apple Music ma non sulla Hot 100.

## Top 10 Year-End 2018
Alla fine di ogni anno, Billboard pubblica una lista delle 100 canzoni che hanno avuto più successo nella Hot 100 durante l'anno di riferimento. Il periodo di riferimento non equivale a tutte le 52 settimane dell'anno ma, per il 2018, sono stati presi in considerazione i dati del periodo compreso tra il 2 dicembre 2017 e il 17 novembre 2018. La classifica di fine anno Year-End 2018 è stata pubblicata il 4 dicembre 2018. Di seguito sono proposte le prime 10 posizioni della classifica di fine anno.
| #  | Brano          | Artista/i                             | Posizione massima | Fonti  |
| -- | -------------- | ------------------------------------- | ----------------- | ------ |
| 1  | God's Plan     | Drake                                 | 1                 | [ 56 ] |
| 2  | Perfect        | Ed Sheeran                            | 1                 | [ 56 ] |
| 3  | Meant to Be    | Bebe Rexha feat. Florida Georgia Line | 2                 | [ 56 ] |
| 4  | Havana         | Camila Cabello feat. Young Thug       | 1                 | [ 56 ] |
| 5  | Rockstar       | Post Malone feat. 21 Savage           | 1                 | [ 56 ] |
| 6  | Psycho         | Post Malone feat. Ty Dolla Sign       | 1                 | [ 56 ] |
| 7  | I Like It      | Cardi B, Bad Bunny & J Balvin         | 1                 | [ 56 ] |
| 8  | The Middle     | Zedd, Maren Morris & Grey             | 5                 | [ 56 ] |
| 9  | In My Feelings | Drake                                 | 1                 | [ 56 ] |
| 10 | Girls Like You | Maroon 5 feat. Cardi B                | 1                 | [ 56 ] |